# Bankdrukken op de Paralympische Zomerspelen 2000
Op de XIe Paralympische Spelen die in 2000 werden gehouden in het Australische Sydney was bankdrukken een van de 19 sporten die werd beoefend.
Het bankdrukken voor vrouwen stond dit jaar voor het eerst op het programma de vrouwen streden net als de mannen in tien gewichtsklassen. Voor België waren er geen sporters aanwezig bij het bankdrukken. Taqy Parnian bezorgde Nederland de eerste medaille bij het bankdrukken.

## Evenementen
Er stonden twintig evenementen op het programma, tien voor de mannen en tien voor de vrouwen.
Mannen
- tot 48 kg
- tot 52 kg
- tot 56 kg
- tot 60 kg
- tot 67.5 kg
- tot 75 kg
- tot 82.5 kg
- tot 90 kg
- tot 100 kg
- boven 100 kg

Vrouwen
- tot 40 kg
- tot 44 kg
- tot 48 kg
- tot 52 kg
- tot 56 kg
- tot 60 kg
- tot 67.5 kg
- tot 75 kg
- tot 82.5 kg
- boven 82.5 kg

## Mannen
| Klasse      | gewicht | land | Goud              | land | Zilver                   | land | Brons               |
| ----------- | ------- | ---- | ----------------- | ---- | ------------------------ | ---- | ------------------- |
| tot 48 kg   | 168     | GBR  | Anthony Peddle    | KOR  | Jung Yong Kwak           | THA  | Thongsa Marasri     |
| tot 52 kg   | 190     | KOR  | Keum Jong Jung    | EGY  | Osama El Sernegawy       | CHN  | Jian Wang           |
| tot 56 kg   | 192.5   | EGY  | Gomma G. Ahmed    | IRI  | Fereidoun Karimipour     | NGR  | Stephen Davou       |
| tot 60 kg   | 197.5   | EGY  | Metwaly Mathana   | AUS  | Richard Nicholson        | NED  | Taqy Parnian        |
| tot 67.5 kg | 212.5   | NGR  | Monday Emoghavwe  | EGY  | Shaban Ibrahim           | IRI  | Allahbakhsh Akbari  |
| tot 75 kg   | 240     | CHN  | Hai Dong Zhang    | IRI  | Mansour Dimasi           | EGY  | El Sayed Abd El Aal |
| tot 82.5 kg | 243     | KOR  | Jong Chul Park    | IRI  | Saeid Bafandeh Sedaghati | EGY  | Mostafa Hamed       |
| tot 90 kg   | 220     | GER  | Bernd Vogel       | EGY  | Abd Elmonem Farag        | CHN  | Ya Dong Wu          |
| tot 100 kg  | 232.5   | IRI  | Amrollah Dehghani | EGY  | Sherif Bakr              | GBR  | Nicholas Slater     |
| over 100 kg | 237.5   | USA  | Pernell Cooper    | USA  | Kim Brownfield           | LBA  | Abdelrahim Hamed    |

## Vrouwen
| Klasse       | gewicht | land | Goud              | land | Zilver                | land | Brons                   |
| ------------ | ------- | ---- | ----------------- | ---- | --------------------- | ---- | ----------------------- |
| tot 40 kg    | 102.5   | CHN  | Jian Xin Bian     | UKR  | Lidiya Solovyova      | MEX  | Laura Cerero            |
| tot 44 kg    | 109     | EGY  | Fatma Omar        | NGR  | Lucy Ejike            | TPE  | Li Hua Lu               |
| tot 48 kg    | 110     | NGR  | Iyabo Ismaila     | EGY  | Abir Ibrahim Aly Nail | CHN  | Xia Zhang               |
| tot 52 kg    | 120     | RUS  | Tamara Podpalnaya | MEX  | Amalia Perez          | NGR  | Patricia Nnaji          |
| tot 56 kg    | 120     | CHN  | Taoying Fu        | THA  | Somkhoun Anon         | RSA  | Moekie Grobbelaar       |
| tot 60 kg    | 127.5   | NGR  | Victoria Nneji    | CHN  | Yu Zuo                | UKR  | Lyudmyla Osmanova       |
| tot 67.5 kg  | 122.5   | NGR  | Patricia Okafor   | CHN  | Mingxia Zhu           | EGY  | Nadia Ali               |
| tot 75 kg    | 137.5   | CHN  | Rui Fang Li       | MEX  | Patricia Barcena      | NGR  | Kike Adedeji Ogunbamowo |
| tot 82.5 kg  | 132.5   | GBR  | Emma Brown        | EGY  | Hend Abd Elaty        | PHI  | Adeline Dumapong        |
| over 82.5 kg | 125     | CHN  | Ping Cao          | FRA  | Carine Burgy          | NGR  | Faith Igbinehin         |

Atletiek · Bankdrukken · Basketbal · Boogschieten · Boccia · CP-voetbal · Goalball · Judo · Paardensport · Rugby · Schermen · Schietsport · Tafeltennis · Tennis · Volleybal · Wielersport · Zeilen · Zwemmen
New York & Stoke Mandeville 1984 ·
Seoel 1988 ·
Barcelona 1992 ·
Atlanta 1996 ·
Sydney 2000 ·
Athene 2004 ·
Peking 2008 ·
Londen 2012 ·
Rio de Janeiro 2016 ·
Tokio 2020 ·
Parijs 2024 ·
Los Angeles 2028